# Płakowo
Płakowo (bułg. Плаково) – wieś w Bułgarii, w obwodzie Wielkie Tyrnowo, w gminie Wielkie Tyrnowo. W 2024 roku liczyła 236 mieszkańców.